# 旧议会大厦 (堪培拉)

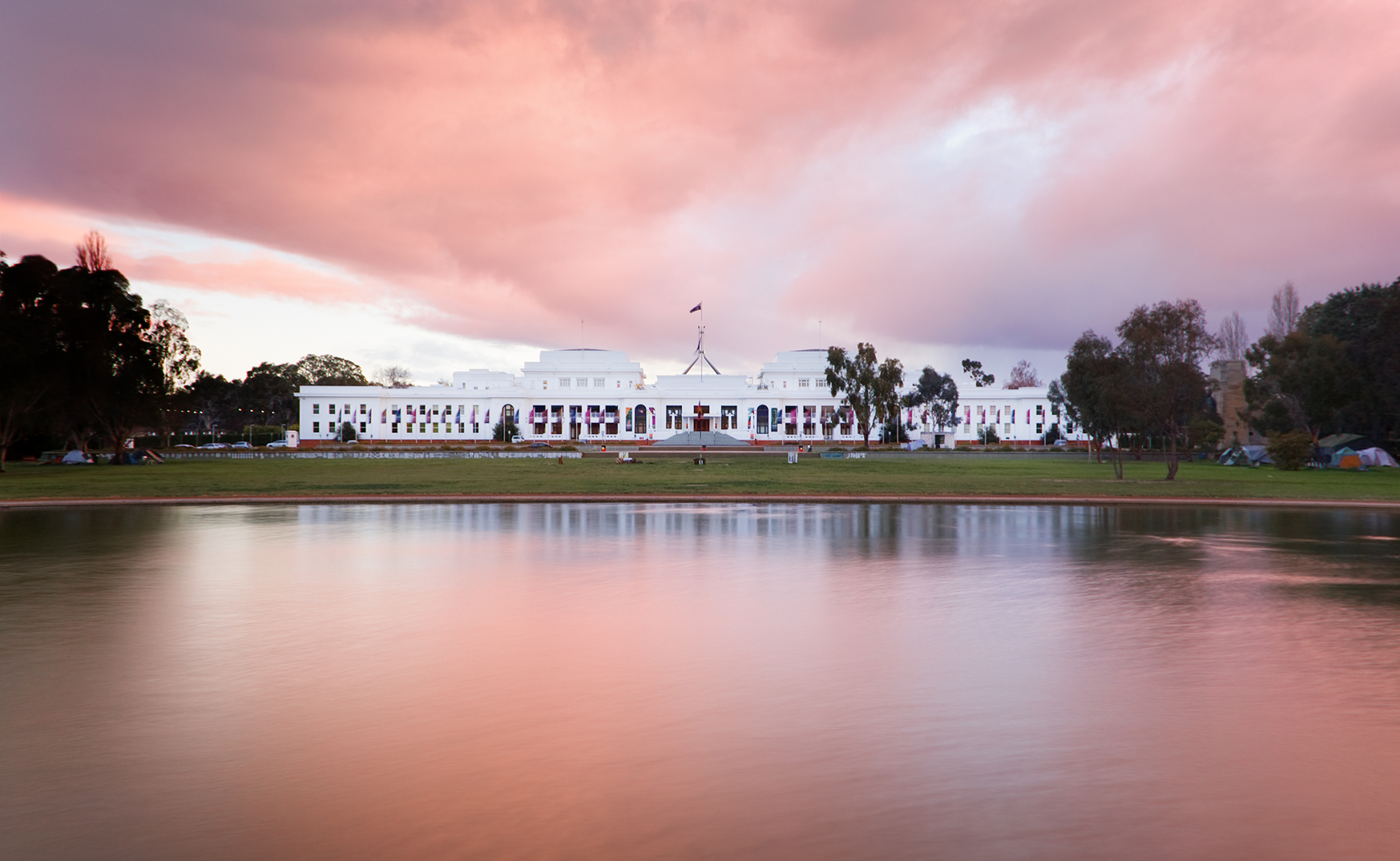
舊國會大廈正面

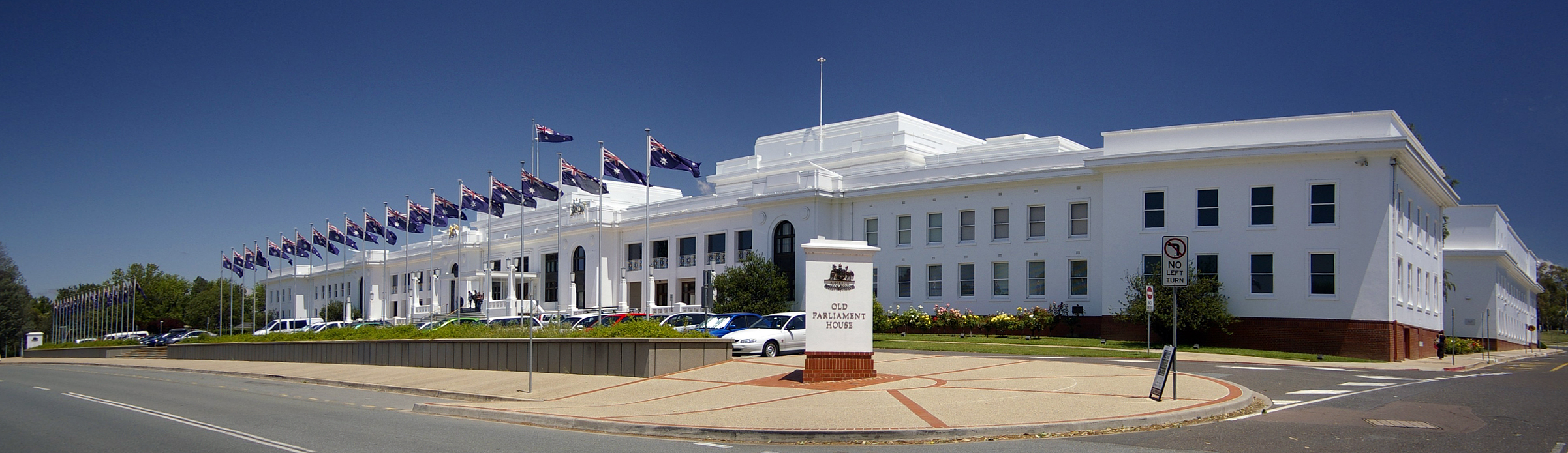
舊國會大廈近景

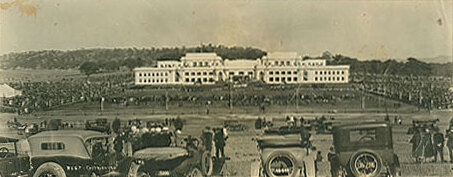
1927年5月舊國會大廈開幕典禮

舊國會大廈（英語：Old Parliament House），舊名臨時國會大廈（英語：Provisional Parliament House），是1927年到1988年的澳洲國會驻地。这座位于澳大利亚首都领地坎培拉的历史建筑是作为國會的临时驻地设计的，按照规划國會从政府临时驻地墨尔本搬来坎培拉后在此暂驻50年，以待永久性國會大厦建成。1988年，新國會大廈建成后國會搬出临时國會大厦。现在旧國會大厦是澳大利亚民主博物馆，同时也用作短期展览、讲座和音乐会用途。原两院议事厅、总理办公室和其他具历史意义的房间都按原样保存成列。
舊國會大廈由约翰·史密斯·梅铎（英語：John Smith Murdoch）及助手设计。原设计使用期限是50年，因此建筑设计既采用庄重的新古典主义风格，但作为临时议会建筑在细节上又相当简洁，除去了古典建筑惯用的立柱、檐部、山花等，但保留了古典式的秩序感和对称感。其“剥净的古典式”风格也在坎培拉20到30年代建造的大量政府建筑中得到运用。
建筑平面对称，大厦正立面的中间是正门，两边的屋顶上分别布置了澳大利亚国徽和皇家纹徽。建筑的两端分别是参议院议事厅和众议院议事厅，及两院的办公设施。中间则是国王厅，用于举行仪式。国王厅和两座议事厅分别象征了构成澳大利亚议会的三部分：君主、参议院和众议院。大厦基本布置继承议会1927年之前驻地墨尔本议会大厦的设计，而后来的新國會大廈也再度继承了同样的基本布置。舊國會大廈的设计也在新國會大廈的外观上得到反映：新國會大廈正门的白色垂直线条设计可以体现舊國會大廈的风格，表现两座建筑的历史传承。
舊國會大廈位于坎培拉的中轴线上。在坎培拉以國會山（新國會大廈位置）、市民圆环和澳洲三军总部构成的“政、军、民”三角规划结构中，它位于西南方议会三角的中央。从正面远眺时，新國會大廈好像“悬浮”在舊國會大廈的上方。
1988年國會搬出后曾考虑将此建筑拆除，但后来决定作为历史建筑保留。建筑的部分曾作为国立肖像馆使用，现在主要是澳大利亚民主博物馆。在此访客除了可以看到见证重要历史时刻的正门、门前阶梯、两院议事厅等，还能见到原总理办公室、内阁会议室等，这些机要设施在新國會大廈的当代版都是不对公众开放的。